# Caminito alegre
Caminito alegre es una película de drama mexicana de 1944 dirigida por Miguel Morayta Martínez y protagonizada por Sara García, Isabela Corona, Ángel Garasa y Carmen Montejo. La dirección de arte de la película fue realizada por Manuel Fontanals.

## Argumento
Para aminorar la tristeza de unos ancianos, una enfermera les envía cartas haciéndose pasar por sus hijos ausentes.

## Reparto
- Sara García como Antonia Goyena.
- Isabela Corona como Madre superiora.
- Ángel Garasa como Don Maximiliano.
- Carmen Montejo como Hermana Isabel.
- Eduardo Arozamena como Don José Limón.
- Luis G. Barreiro como Cayetano.
- Arturo Soto Rangel como Don Gastón.
- Lucy Delgado como Hermana Isaura.
- Alejandro Ciangherotti como Luis.
- Isabelita Blanch
- Manuel Noriega como Don Julián.
- Pepe Martínez como Don Zacarias (como José Martínez).
- Lupe del Castillo
- Manuel Dondé como Señor (no acreditado).
- Paco Martínez como Doctor (no acreditado).
- Manuel Pozos (no acreditado).